# Петко Кацаров
Петко Ганчев Кацаров е български и съветски офицер, генерал-майор от МВР.

## Биография
Роден е на 1 април 1907 г. в старозагорското село Винарово. Завършва основно образование в родното си село. По време на образованието си работи като ратай и пастир. През 1928 г. заминава за Стара Загора да търси работа. Арестуван е поради участие в организирането на международен младежки ден. През 1929 г. работи в ресторант в Ямбол. Организира Общомладежко работническо дружество в града. От 1930 г. работи като продавач в София. Отслужва наборната си служба в трудова рота в Елхово, но поради комунистическа пропаганда е интерниран в Ардино. Поддържа връзки с дейци на БКП, член на Околийския комитет на БКП. От 1932 г. е член на БКП. През 1933 г. е арестуван, но успява да избяга. Осъден е задочно на 10 години затвор.
Арестуван е отново през 1935 г. с чужда лична карта, но успява да избяга от сградата на полицията. Същата година на 14 май заминава за СССР и се установява там на 18 май под името Димитър Иванов Попов. Там работи като стругар в завод. Завършва КУНМЗ. През 1937 г. започва да учи във военната школа в Рязан. Арестуван е през същата година. Осъден е и изпратен в лагер в Далечния изток. Впоследствие реабилитиран. Включва се във Втората световна война като доброволец в редовете на НКВД в мотострелкова бригада с особено назначение. През 1943 г. завършва школа за работа в тила на противника. На 13 май 1944 г. се спуска с парашут в Югославия със задача да оказва помощ на местните партизански отряди. Определен е за политкомисар на Интернационалния войнишки батальон с командир Боян Михнев. След 9 септември 1944 г. е назначен за помощник-командир на втора въздушна база в Стара Загора. В края на 1945 г. е освободен от армията поради липса на образователен ценз. От 12 февруари 1946 г. е на служба в МВР. Отначало е групов началник, по-късно инспектор. От 1951 г. е заместник-началник на отдел в Окръжното управление в Стара Загора, а след това в Русе. От 5 декември 1953 г. до 1963 г. е заместник-началник на Окръжното управление на МВР в Шумен. По това време е член на Градския и Окръжния комитет на БКП в Шумен. През 1962 г. започва работа в МВР-София. От 5 март 1963 г. е генерал-майор. Пенсионира се през април 1974 г. Почива на 25 октомври 2001 година в София.
С указ № 754 от 20 май 1977 г. е обявен за герой на социалистическия труд. Публикува спомени „Изкупен живот“ (1966). През август 1989 г. е реабилитиран поименно от Политбюро на ЦК на БКП във връзка с осъждането му в СССР.